# Kéri Pál
Kéri Pál, született Kramer Pál, Paul Kéri, írói álnevén: Kérő Pál (Budapest, 1882. április 5. – New York, 1960. január 15.) magyar újságíró, műfordító, a Tisza-per vádlottja.

## Élete
Kramer Lipót (1848–1904) szóládi származású zsidó kereskedő és Müller Berta gyermeke. Újságíróként először Az Est című lapnál helyezkedett el, s hamar országos ismertségre tett szert, mint politikai riporter. 1911-ben felvették a szabadkőműves Petőfi páholyba. Károlyi Mihály köréhez tartozott, és az őszirózsás forradalom alatt komoly szerepet vitt. 1918 novemberében a Károlyi-kormány Kéri Pál vezetésével egy újságírókból álló nem hivatalos missziót küldött a III. Internacionálé „szocialista” mozgalmának megfigyelésére. Kéri Károlyinak küldött jelentései azt állították, hogy Franciaországban forradalmi helyzet van. Kéri Svájcban összeköttetést létesített Platten képviselővel, akinek később Oroszországban nyoma veszett.
1919. március 21-én, Károlyi titkáraként és Károlyi nevében nyilvánosságra hozott egy, „Magyarország népei proletariátusának” hatalmat átadó nyilatkozatot, amit ugyan előzetesen nem egyeztetett Károlyival, ám aki ezt kész helyzetként tudomásul vette. A Magyarországi Tanácsköztársaság idején a Sajtódirektórium egyik tagja volt. 1920-ban megvádolták, hogy ő volt a Tisza-merénylet értelmi szerzője, egyes tanúvallomások szerint a gyilkosság napján délután négy körül elővette óráját, majd kijelentette: „Tisza másfél óra múlva már nem él.”. A perben 1921-ben kötél általi halálra ítélték, ám 1922-ben a fogolycsere-akció keretein belül Szovjet-Oroszországba került. Rövid moszkvai tartózkodás után Bécsbe költözött, ahol bekapcsolódott a Bécsi Magyar Újság munkájába. 1924-ben az Arbeiter Zeitung újságírója lett, majd Grazban a Volkswille című lap szerkesztését látta el. 1934-ben a cseh fővárosba került, ám a náci megszállás elől Párizsba menekült. A második világháború idején 1939-ben Spanyolországon és Portugálián keresztül az Amerikai Egyesült Államokba utazott, ahol ismét újságírással foglalkozott. 1960. január 15-én halt meg New Yorkban.
Publikált Az Ember, Itt az Írás, Világosság, Látóhatár, Irodalmi Újság, Magyar Lapok, Magyar Fórum és a Népszava című lapokban.

## Művei
- Gas, Tank und Flugzeug; Krieg der Zukunft. – Friede der Zukunft. Lipcse, 1931
- Soldat der Revolution, Koloman Wallisch. Prága, 1934

### Műfordítása
- Alphonse Daudet: Sappho. Budapest, 1927, Athenaeum k.-ny.[9]

### Újságcikkek
- Az Ember; 1955. dec. 31. (Benedek K.)
- Népszava (London); 1960/2. (E. Gy.)
- Faragó Miklós, „Egy nagy újságíró halálára: Meghalt Kéri Pál”, Uj Kelet 41, 3500. sz. (1960. január 29.): 5.
- Molnár József, „Kéri Pál”, Új Látóhatár 3, 2. sz. (1960): 172–173.
- Faludy György, „Az utolsó régi bujdosó”, Irodalmi Ujság 11, 3. sz. (1960. február 1.): 3–4.